# Vlag van Driebergen-Rijsenburg

Vlag van Driebergen-Rijsenburg

De vlag van Driebergen-Rijsenburg is op 19 september 1996 bij raadsbesluit vastgesteld als gemeentevlag van de voormalige Nederlandse gemeente Driebergen-Rijsenburg. De vlag kan als volgt worden beschreven:
Twee banen met een lengteverhouding van 1:2 van geel en rood, waarvan de scheiding driemaal gekanteeld is, met boven en onder een halve gele kanteel; op de gele baan vanuit de broeking drie zwarte gelijkbenige driehoeken; op het midden van de rode baan een witte zuil met een hoogte van 3/4 van de vlaghoogte.
De kleuren zijn ontleend aan het gemeentewapen, evenals de kantelen en de zuil. De drie driehoeken zijn een verwijzing naar de naam Driebergen.
Op 1 januari 2006 ging de gemeente op in de nieuwe gemeente Utrechtse Heuvelrug, waarmee de gemeentevlag van Driebergen-Rijsenburg kwam te vervallen.

## Verwant symbool

Het wapen van Driebergen-Rijsenburg

Amerongen 
· Benschop 
· Breukelen 
· Doorn 
· Driebergen-Rijsenburg 
· Harmelen 
· Jutphaas 
· Kamerik 
· Kockengen 
· Leersum 
· Linschoten 
· Loenen 
· Loosdrecht 
· Maarn 
· Maarssen 
· Maartensdijk 
· Mijdrecht 
· Polsbroek 
· Snelrewaard 
· Stoutenburg 
· Vianen 
· Vinkeveen en Waverveen 
· Vleuten-De Meern 
· Vreeswijk 
· Wilnis 
· Zegveld 
· Zuilen